# Seniorát Vištytis
Seniorát Vištytis, litesky Vištyčio seniūnija, je přihraniční seniūnija (seniorát) v okrese Vilkaviškis v Marjampolském kraji v jižní Litvě. Nachází se u litevsko-ruské státní hranice a polsko-litevské státní hranice. Převážně celý leží v Regionálním parku Vištytis (Vištyčio regioninis parkas).

## Osídlení
Sídlem seniorátu je Vištytis a nachází se zde 21 vesnic, kde v některých již nejsou trvale žijící obyvatelé.
| Největší sídla       | Počet obyvatel (2021) | Počet obyvatel (2011) |
| -------------------- | --------------------- | --------------------- |
| Vištytis, město      | 304                   | 436                   |
| Girėnai, vesnice     | 97                    | 146                   |
| Kaupiškiai, vesnice  | 82                    | 94                    |
| Totorkiemis, vesnice | 70                    | 106                   |

## Příroda
Hlavním lákadlem je Regionálním parku Vištytis a jeho jezero z doby ledové Vištytis (Vištyčio ežeras, Виштынецкое озеро) s velkou rozmanitost flóry a fauny. Zajímavostí je také mohutný bludný balvan Vištytis (Vištyčio akmuo), který je 6. největším bludným balvanem v Litvě.

## Galerie

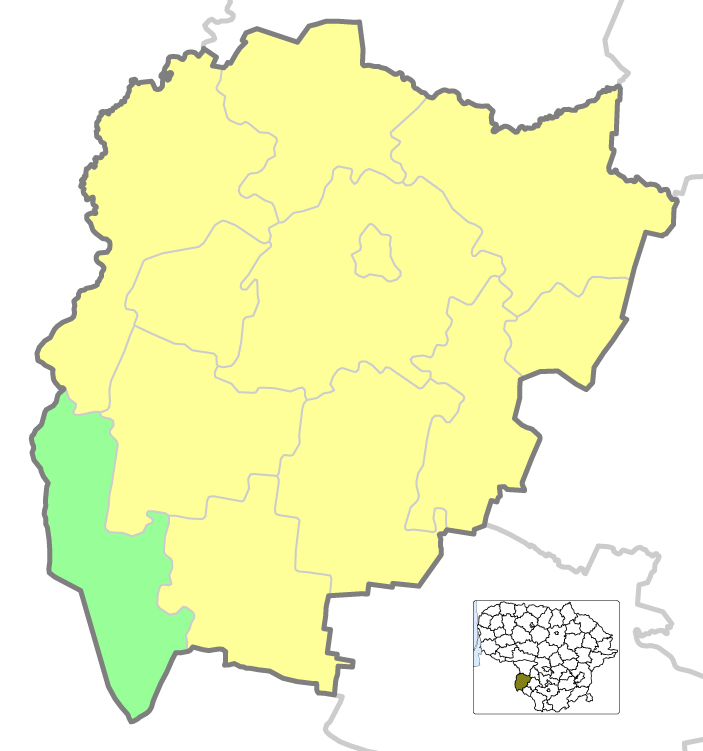
Umístění v Marjampolském kraji
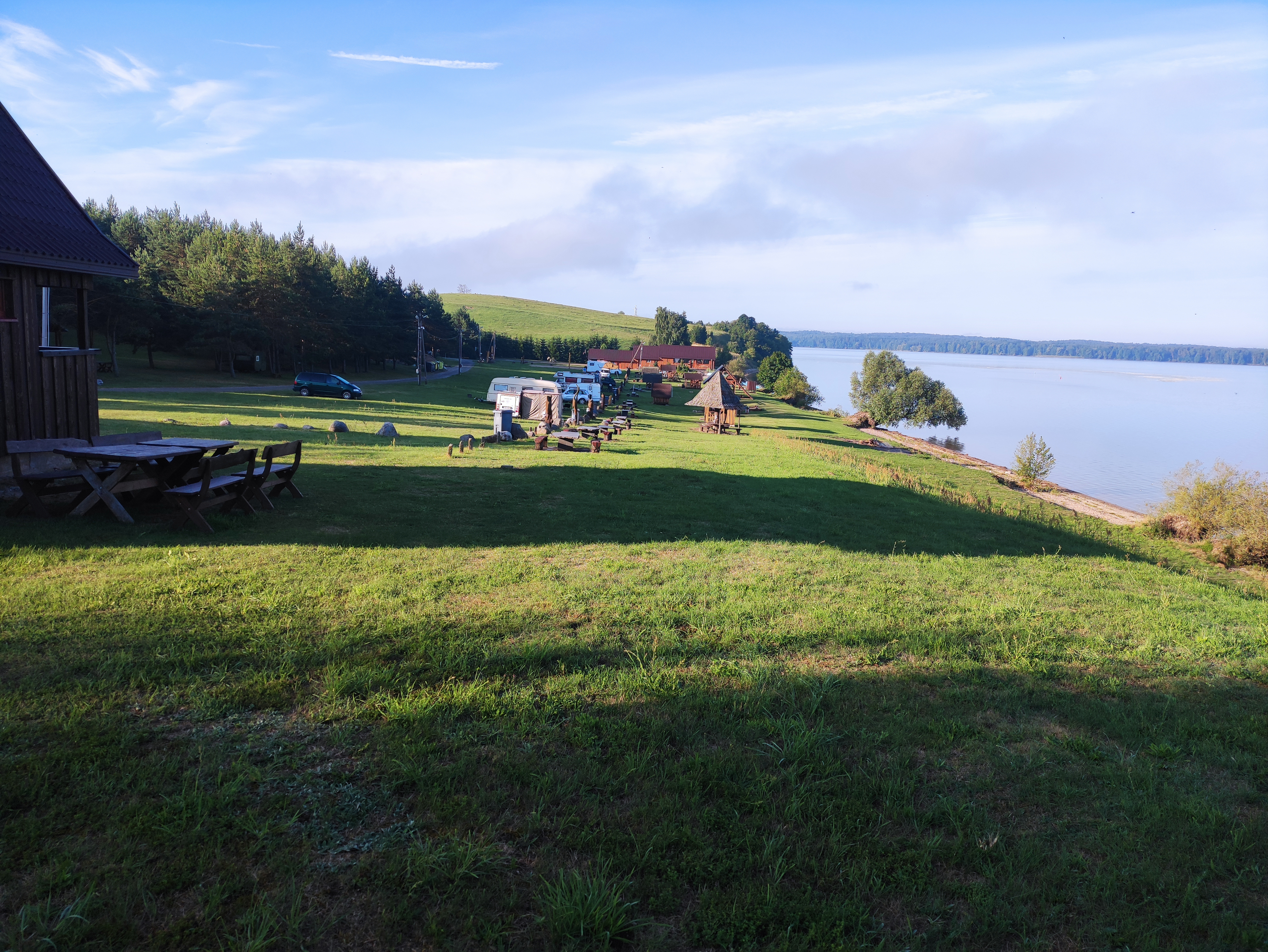
Camp Pušelė
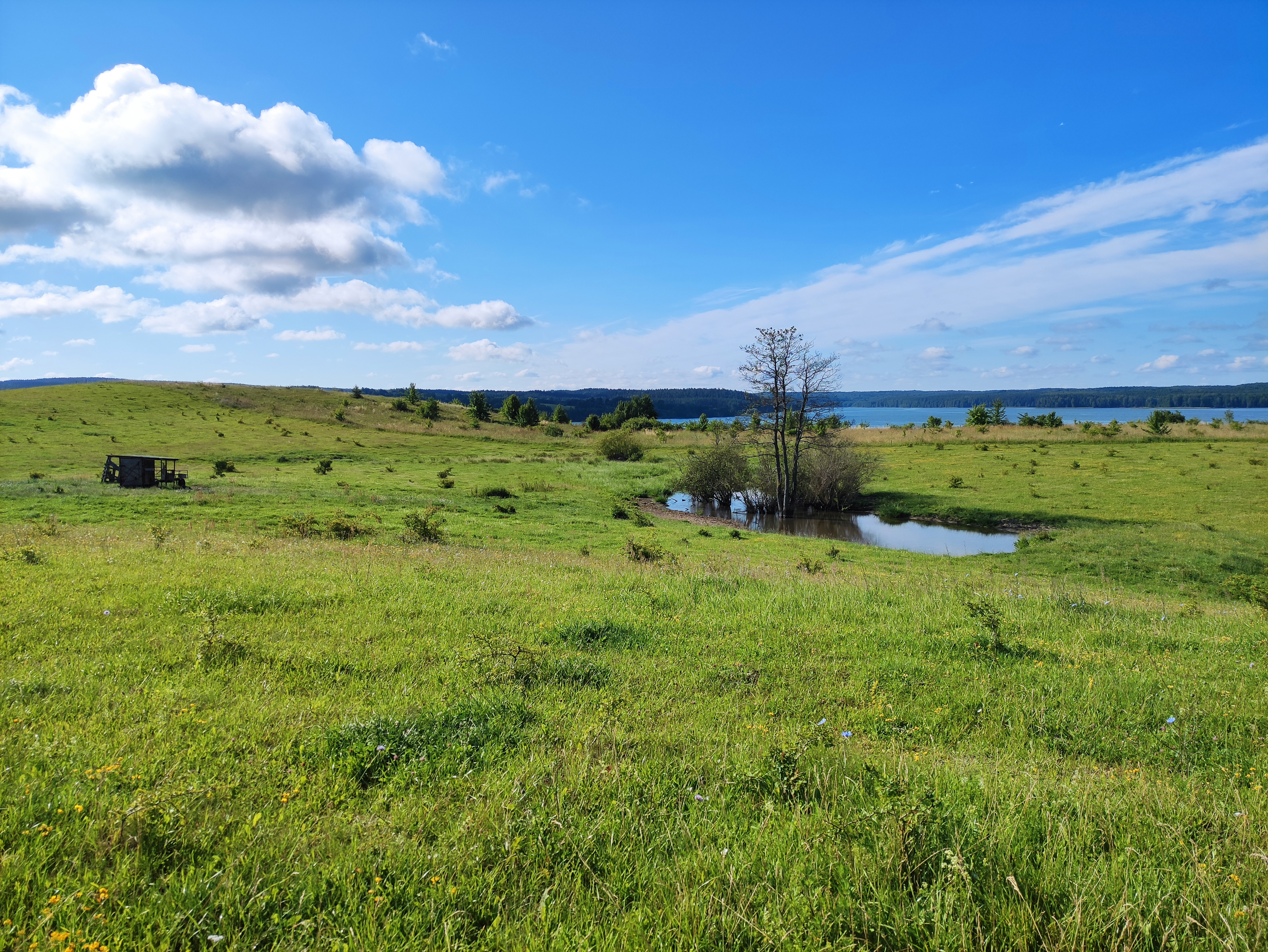
Mokřad poblíž Pušelė
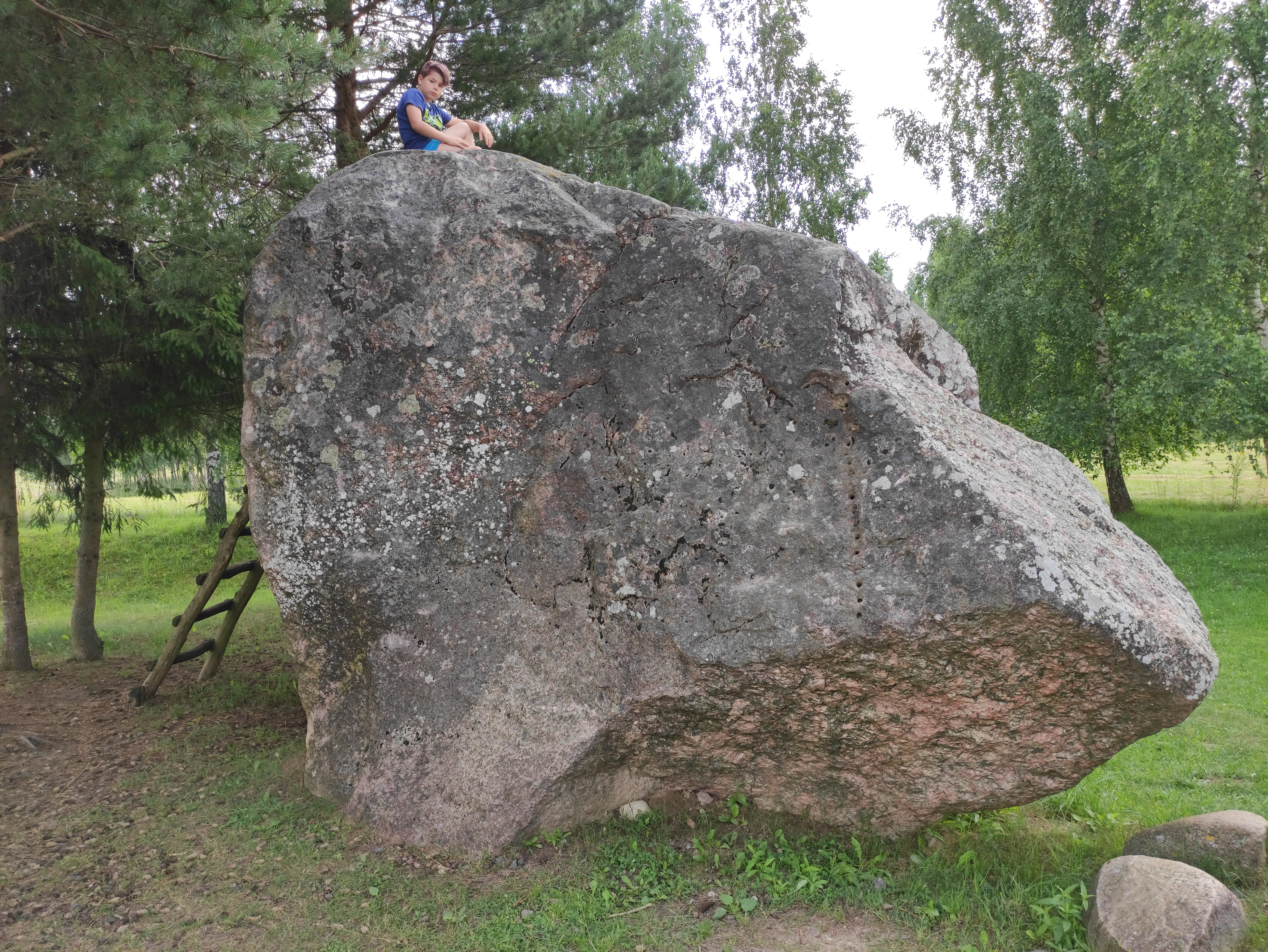
Bludný balvan Vištytis
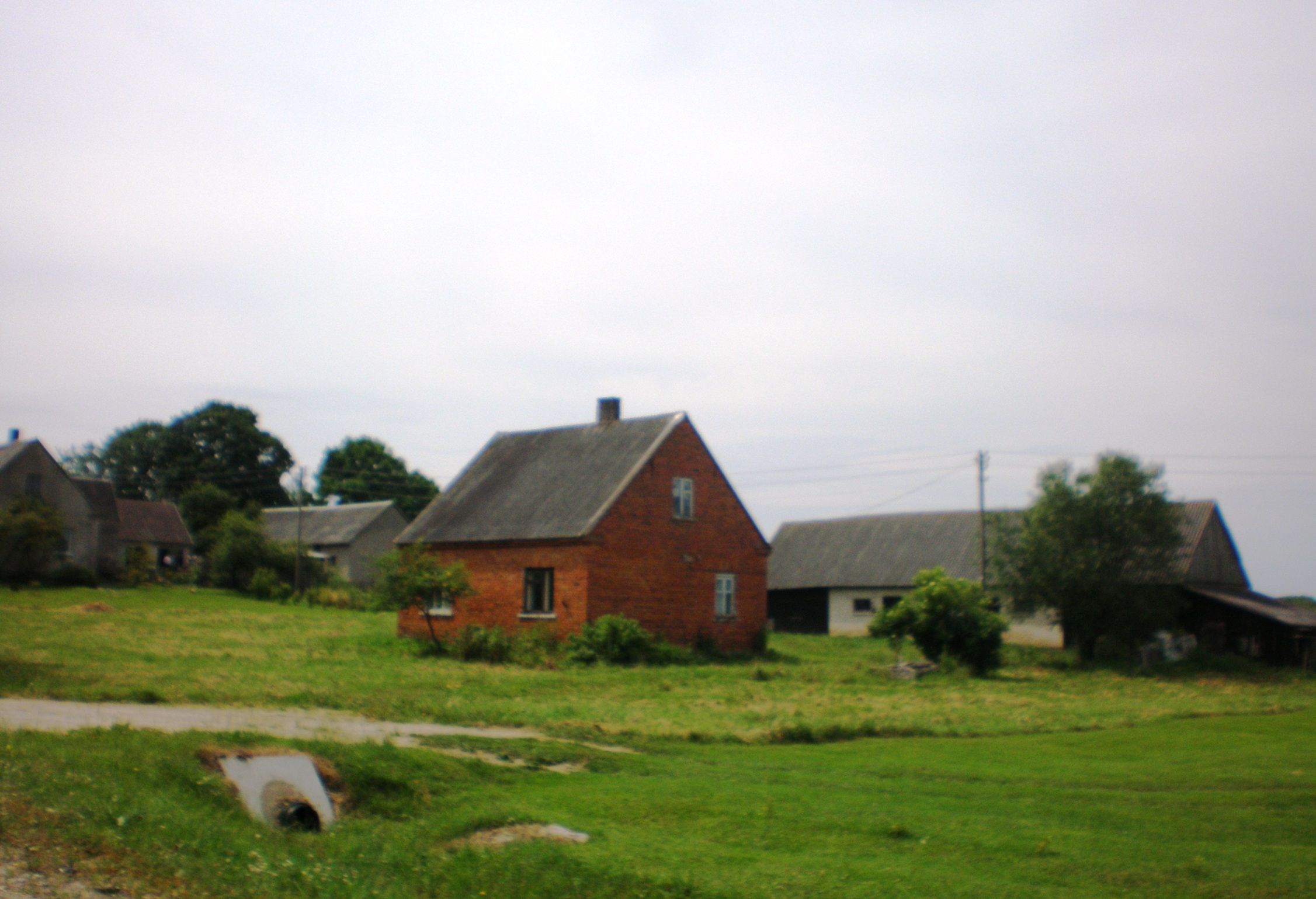
Girėnai